# Ella Bradna
Ella Bradna (Bohemia, 22 de febrero de 1879-Sarasota, 12 de noviembre de 1957) fue una artista de circo ecuestre de los Estados Unidos.

## Trayectoria
Ella Bradna nació en una familia de circo en Bohemia, hija de Johan Bradna. La actriz Olympe Bradna fue su sobrina. Ella Bradna viajaba con su familia cuando era niña, reemplazó a su hermana mayor Beata en los espectáculos de equitación.
En 1901, Bradna se unió al Nouveau Cirque de París y actuó en el Hipódromo de Londres en 1902.  Estaba casada con un soldado de caballería alsaciano, Fred Ferbere que, al casarse, tomó el apellido de ella.
Con su esposo, se mudó a los Estados Unidos en 1903, para unirse al Ringling Brothers and Barnum & Bailey Circus. También llevaron sus actuaciones al vodevil realizando giras por Cuba y Sudamérica. Crio sus propios caballos en una granja de Long Island. La actuación de Bradna se llamaba The Act Beautiful, en el que había un caballo blanco, palomas blancas y un perro blanco. Durante 29 años consecutivos su número se presentó en la pista central del Ringling, un privilegio concedido solo a los mejores artistas.
Se retiró en la década de 1930. Continuó trabajando con caballos en el circo, ya que su marido era el maestro de ceremonias. Ambos sobrevivieron al fatal incendio del Hartford Circus en 1944, jubilándose al año siguiente.
Fred Bradna escribió unas memorias de sus vidas en el circo, The Big Top (1952, con Hartzell Spence).  Su esposo murió en 1955 y Bradna en 1957, a la edad de 78 años.

## Reconocimientos
En 1996 fue Ella y Fred Bradna fueron incluidos en el Circus Ring of Fame. Este reconocimiento se otorga a las personas que durante su trayectoria han contribuido significativamente al arte y a la cultura circense. La nominación corresponde al público y la selección de los ganadores a un jurado compuesto por artistas, historiadores, académicos y conocedores del circo de diferentes partes del mundo. El premio consiste en una placa de bronce, con forma de rueda de carreta, que se exhibe en el St. Armands Circle Park, ubicado en Sarasota, Florida.